# Витос
Витос (грч. Βυθός) је насељено место у општини Горуша у периферији Западна Македонија, Грчка. Према попису из 2021. године било је 72 становника.
Према бугарском географу и историчару, Василу Канчову, у Витосу је 1900. године живео 561 Грк. Витос се налазе у области Населица, која је некада била насељена словенским становништвом које је касније хеленизовано. Село се раније звало Долос.